# پانشوینگ (میشیگان)
پانشوینگ (به انگلیسی: Ponshewaing) یک منطقهٔ مسکونی در ایالات متحده آمریکا است که در Littlefield Township واقع شده‌است. پانشوینگ ۰٫۲۳ کیلومتر مربع مساحت و ۶۹ نفر جمعیت دارد و ۱۸۶ متر بالاتر از سطح دریا واقع شده‌است.